# Hypocoena defecta
Hypocoena defecta là một loài bướm đêm trong họ Noctuidae.